# تشياكي
تشياكي (باليابانية: 千秋) هي تارينتو ومصممة أزياء ومؤدية صوت ومغنية يابانية، ولدت في 26 أكتوبر 1971 في كيوتو في اليابان.

## وصلات خارجية
- الموقع الرسمي
- تشياكي على موقع IMDb (الإنجليزية)
- تشياكي على موقع ميوزك برينز (الإنجليزية)
- تشياكي على موقع ديسكوغز (الإنجليزية)